# Sheldon Brookbank
Sheldon Brookbank (* 3. října 1980, Lanigan, Saskatchewan, Kanada) je bývalý kanadský hokejový obránce, který v severoamerických ligách NHL a AHL odehrál přes 350 zápasů. Byl součástí týmu Chicago Blackhawks, který dokázal v roce 2013 vyhrát Stanley Cup.

## Hráčská kariéra

### Amatérská a juniorská kariéra
Od roku 1998 hrál za Humboldt v SJHL, kde sbíral na obránce dost bodů, ale také trestných minut.

### Profesionální kariéra
Po ukončení juniorské kariéry našel další působiště v ECHL v týmu Mississippi. O rok později už hrál o úroveň výše v AHL v Grand Rapids a jeho výkony mu nakonec vynesly první smlouvu s týmem NHL. Tu podepsal s Anaheimem 21. července 2003. Následující 2 sezony po podpisu smlouvy však strávil pouze na farmě Mighty Ducks v Cincinnati.
Další jeho působištěm v NHL byl Nashville, kde podepsal smlouvu 4. srpna 2005. Sezonu však opět strávil jen na farmě v Milwaukee. V 73 zápasech nasbíral 35 bodů (9+26) a k tomu přidal i 232 TM, jeho osobní maximum za sezobu v AHL. V playoff AHL přidal 9 bodů (1+8) a 49 TM a pomohl týmu až do finále Calder Cupu, kde ovšem bylo lepší Hershey.
I sezonu 2006–2007 zahájil v AHL, ale NHL se nakonec v únoru dočkal, i když jen na 3 zápasy. První zápas odehrál 6. února 2007 v Pittsburghu a hned si připsal asistenci. V dalších 2 utkáních pak přidal 2 bitky. V AHL si vedl mnohem lépe, když nasbíral 53 bodů (15+38) v 78 zápasech a byl 3. nejproduktivnější hráč Milwaukee. Zároveň byl nejproduktivnějším obráncem AHL a po sezoně dostal cenu Eddiho Shorea pro nejlepšího obránce AHL. Zároveň byl zařazen do 1. All-Star týmu AHL.
Po vydařené sezoně se stal volným hráčem a hned 1. července 2007 našel nové působiště v Columbusu. Za ten ovšem stihl jen přípravu a 2. října si ho z listiny volných hráčů stáhlo New Jersey. O první měsíc přišel kvůli zranění, ale pak do konce sezony odehrál za Devils 44 utkání, ve kterých si připsal 8 asistencí.
Místo v hlavním týmu si udržel i v další sezoně, i když tak často nenastupoval a do února dostal šanci jen v 15 utkáních. Pak byl 3. února 2009 vyměněn do Anaheimu za Davida McIntyra a v sestavě Ducks se objevoval pravidelně. V 29 zápasech za Ducks nasbíral 4 body (1+3) a 51 TM. Svůj první gól v NHL vstřelil 31. března 2009 v Edmontonu Rolosonovi. V playoff přidal 13 zápasů s 18 TM.
V týmu Ducks vydržel následující 3 sezony a nejlepší byla jeho poslední sezona v Anaheimu, kdy odehrál 80 utkání, ve kterých nasbíral 14 bodů (3+11), a ve všech těchto kategoriích si vytvořil osobní maxima. Po sezoně se stal volným hráčem a hned 1. července 2012 se dohodl na 2leté smlouvě s Blackhawks s cap hitem 1,25 milionu dolarů.
V základní části zkrácené sezony 2012–2013 se střídal na postu 6. obránce s Michalem Rozsívalem a v 26 zápasech vstřelil 1 gól, který byl jeho prvním gólem v oslabení v kariéře. V playoff se do sestavy vešel pouze jednou, když zaskakoval za suspendovaného Duncana Keitha, ale na jeho konci se mohl se spoluhráči radovat ze Stanley Cupu. Po sezóně 2013–2014 odešel do Evropy, konkrétně hrál za Ak Bars Kazaň a Lukko Rauma. Poslední zápasy profesionální hokejové kariéry odehrál v úvodu sezóny 2016–2017 pod zkušební smlouvou s Cleveland Monsters.

## Klubové statistiky
| Sezona     | Klub                    | Soutěž     | Základní část | Základní část | Základní část | Základní část | Základní část | Play off | Play off | Play off | Play off | Play off |
| Sezona     | Klub                    | Soutěž     | Z             | G             | A             | B             | TM            | Z        | G        | A        | B        | TM       |
| ---------- | ----------------------- | ---------- | ------------- | ------------- | ------------- | ------------- | ------------- | -------- | -------- | -------- | -------- | -------- |
| 1999–00    | Humboldt Broncos        | SJHL       | 59            | 13            | 29            | 42            | 240           | —        | —        | —        | —        | —        |
| 2000–01    | Humboldt Broncos        | SJHL       | 59            | 14            | 35            | 49            | 281           | —        | —        | —        | —        | —        |
| 2001–02    | Mississippi Sea Wolves  | ECHL       | 62            | 8             | 21            | 29            | 137           | 10       | 1        | 4        | 5        | 27       |
| 2001–02    | Grand Rapids Griffins   | AHL        | 6             | 0             | 1             | 1             | 24            | —        | —        | —        | —        | —        |
| 2002–03    | Grand Rapids Griffins   | AHL        | 69            | 2             | 11            | 13            | 136           | 15       | 1        | 3        | 4        | 28       |
| 2003–04    | Cincinnati Mighty Ducks | AHL        | 74            | 2             | 9             | 11            | 216           | 9        | 0        | 2        | 2        | 20       |
| 2004–05    | Cincinnati Mighty Ducks | AHL        | 60            | 1             | 11            | 12            | 181           | 11       | 0        | 0        | 0        | 40       |
| 2005–06    | Milwaukee Admirals      | AHL        | 73            | 9             | 26            | 35            | 232           | 21       | 1        | 8        | 9        | 49       |
| 2006–07    | Milwaukee Admirals      | AHL        | 78            | 15            | 38            | 53            | 176           | 4        | 0        | 0        | 0        | 6        |
| 2006–07    | Nashville Predators     | NHL        | 3             | 0             | 1             | 1             | 12            | —        | —        | —        | —        | —        |
| 2007–08    | New Jersey Devils       | NHL        | 44            | 0             | 8             | 8             | 63            | —        | —        | —        | —        | —        |
| 2007–08    | Lowell Devils           | AHL        | 1             | 0             | 0             | 0             | 5             | —        | —        | —        | —        | —        |
| 2008–09    | New Jersey Devils       | NHL        | 15            | 0             | 0             | 0             | 25            | —        | —        | —        | —        | —        |
| 2008–09    | Anaheim Ducks           | NHL        | 29            | 1             | 3             | 4             | 51            | 13       | 0        | 0        | 0        | 18       |
| 2009–10    | Anaheim Ducks           | NHL        | 66            | 0             | 9             | 9             | 114           | —        | —        | —        | —        | —        |
| 2010–11    | Anaheim Ducks           | NHL        | 40            | 0             | 0             | 0             | 63            | 4        | 0        | 0        | 0        | 14       |
| 2011–12    | Anaheim Ducks           | NHL        | 80            | 3             | 11            | 15            | 72            | —        | —        | —        | —        | —        |
| 2012–13    | Chicago Blackhawks      | NHL        | 26            | 1             | 0             | 1             | 21            | 1        | 0        | 0        | 0        | 0        |
| NHL celkem | NHL celkem              | NHL celkem | 303           | 5             | 32            | 37            | 421           | 18       | 0        | 0        | 0        | 32       |